# ストロイエ

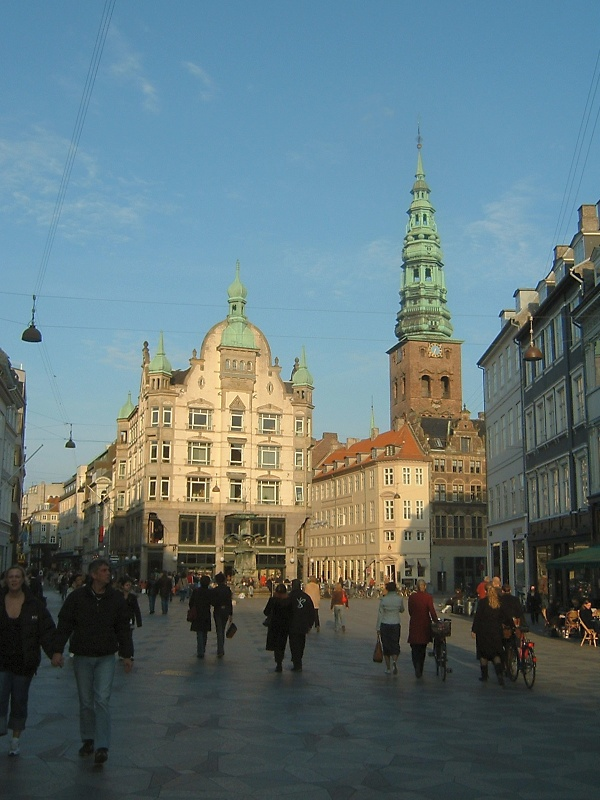
ストロイエ（アマー広場付近）

ストロイエ（デンマーク語: Strøget）は、デンマークのコペンハーゲンにある、長さ1.1kmの歩行者専用道路。旧市街地を東西に貫き、西端はコペンハーゲン市庁舎広場、東端はコンゲンス・ニュートー広場。
百貨店などの商店やレストラン、カフェなど約2000軒があり、北欧最大の繁華街となっている。観光客も多く訪れる。